# Wiktor Laszko
Wiktor Kyryłowycz Laszko, ukr. Віктор Кирилович Ляшко (ur. 24 kwietnia 1980 w m. Osowa w obwodzie rówieńskim) – ukraiński lekarz i urzędnik państwowy, od 2021 minister zdrowia.

## Życiorys
W 2003 ukończył studia medyczne na Narodowym Uniwersytecie Medycznym. W 2015 został absolwentem Narodowej Akademii Administracji Publicznej przy Prezydencie Ukrainy, uzyskał magisterium z zakresu administracji publicznej w ochronie zdrowia. Pracował w służbie sanitarno-epidemiologicznej obwodu kijowskiego, następnie w ministerstwie zdrowia, gdzie był m.in. dyrektorem departamentu Państwowej Służby Sanitarno-Epidemiologicznej Ukrainy. W latach 2014–2018 kierował organizacją „Infekcijnyj kontrol w Ukrajini”, zajmującą się m.in. pracami nad modelem ambulatoryjnego leczenia chorych na gruźlicę. Był też konsultantem do spraw zdrowia publicznego w jednym z projektów prowadzonych przez USAID. W 2018 został pierwszym zastępcą dyrektora generalnego centrum zdrowia publicznego w ministerstwie zdrowia. W grudniu 2019 powołany na wiceministra zdrowia, a w marcu 2020 na głównego lekarza sanitarnego Ukrainy.
W maju 2021 objął stanowisko ministra zdrowia w rządzie Denysa Szmyhala. Pozostał na tej funkcji również w utworzonym w lipcu 2025 gabinecie Julii Swyrydenko.